# Catena Bouquetins-Cervino
La Catena Bouquetins-Cervino è un massiccio montuoso delle Alpi del Weisshorn e del Cervino, nelle Alpi Pennine, posto in Valle d'Aosta e nel Canton Vallese, prendendo il nome dai Dents des Bouquetins e dal Cervino.

## Geografia

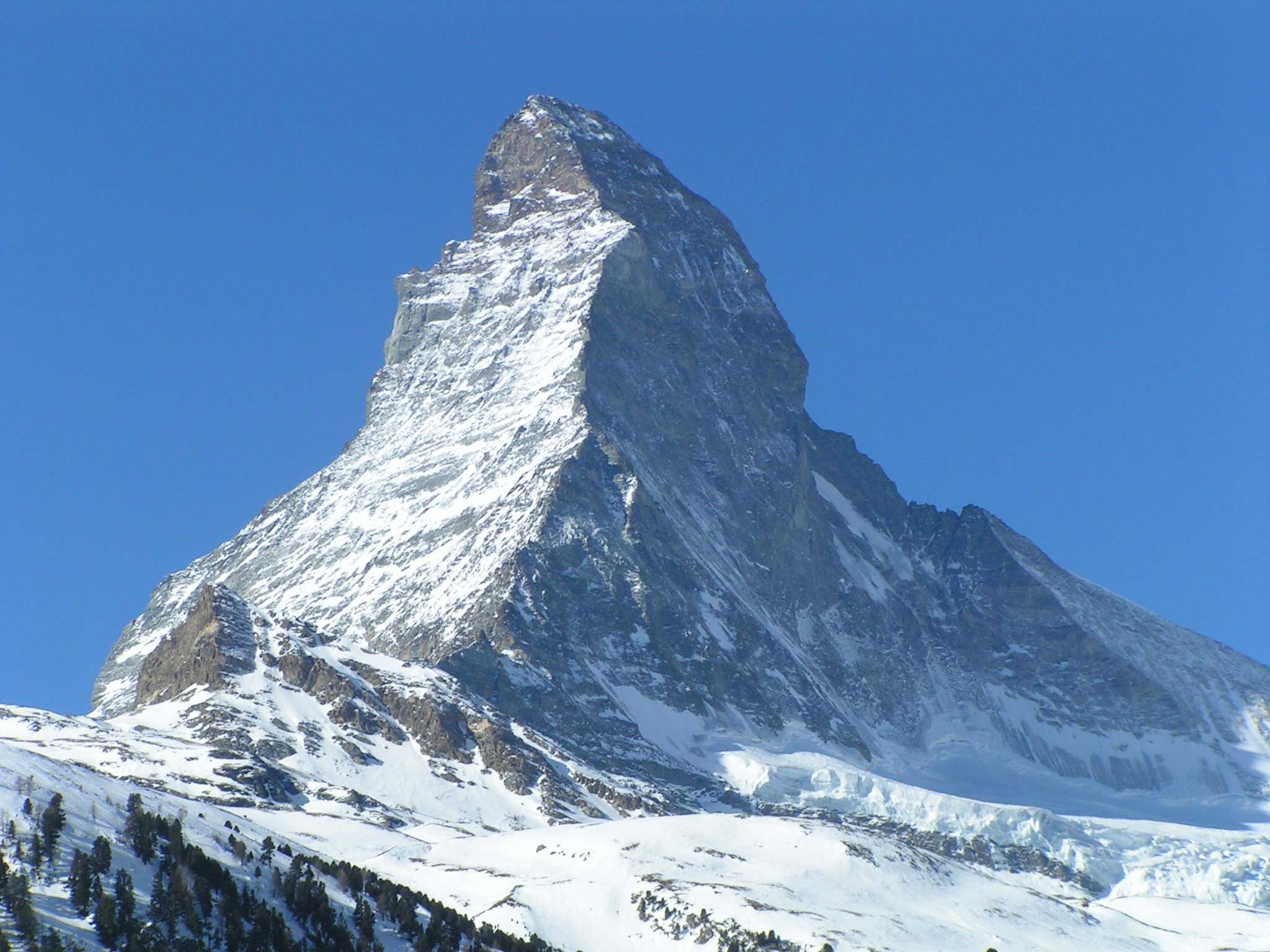
Il Cervino visto da Zermatt.

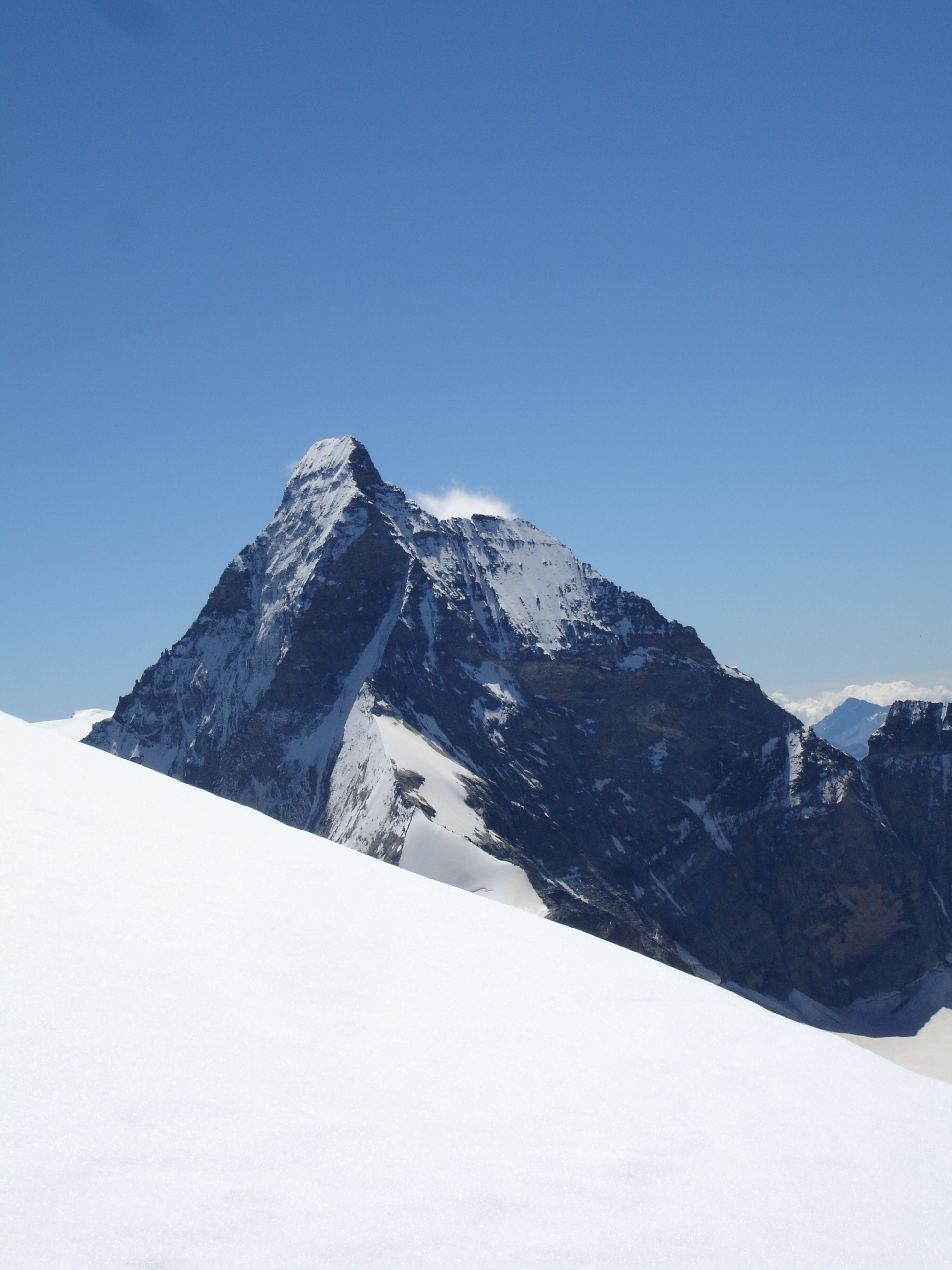
Pic Tyndall

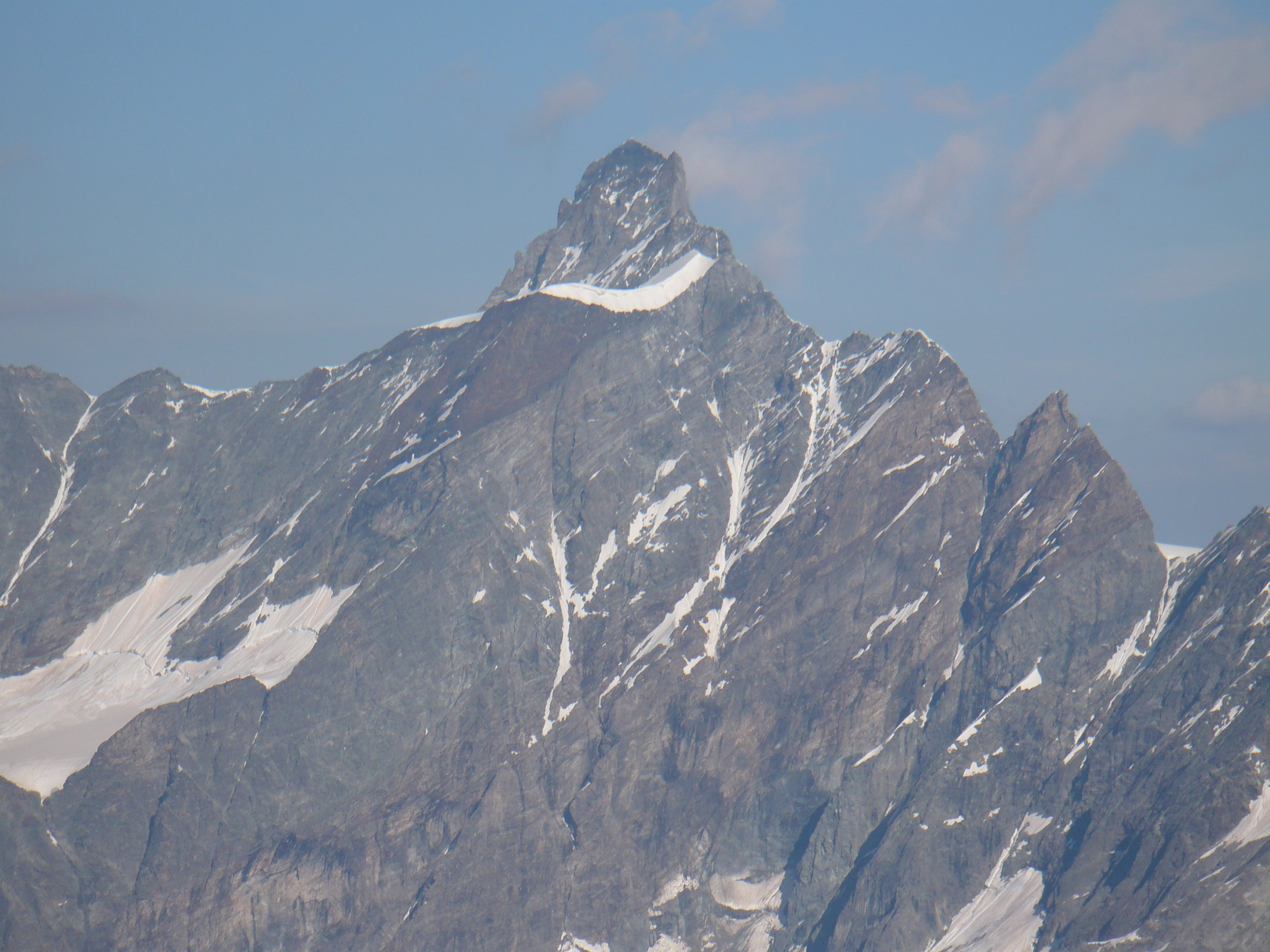
Dent d'Hérens

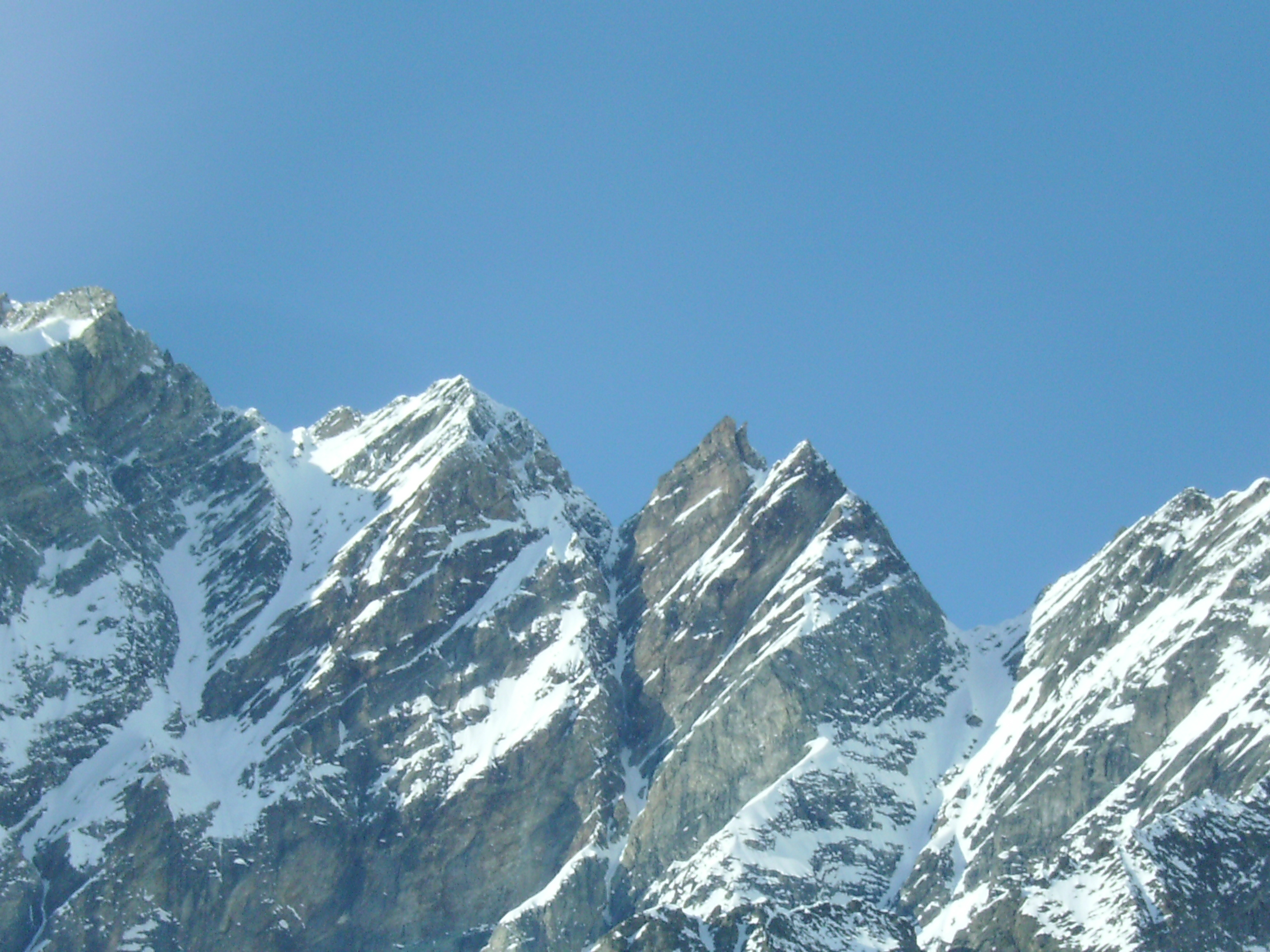
Punta Bianca

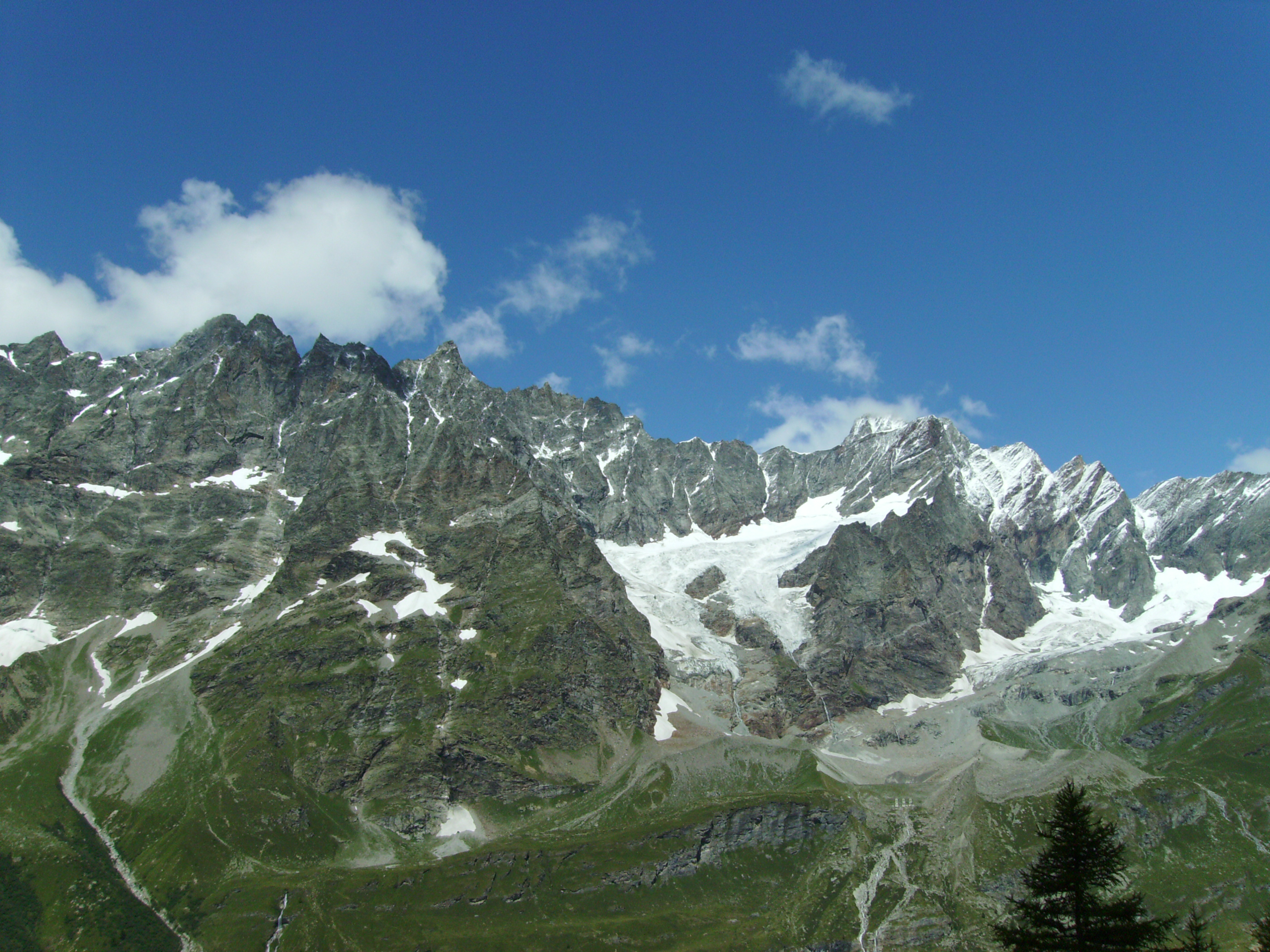
Grandes Murailles

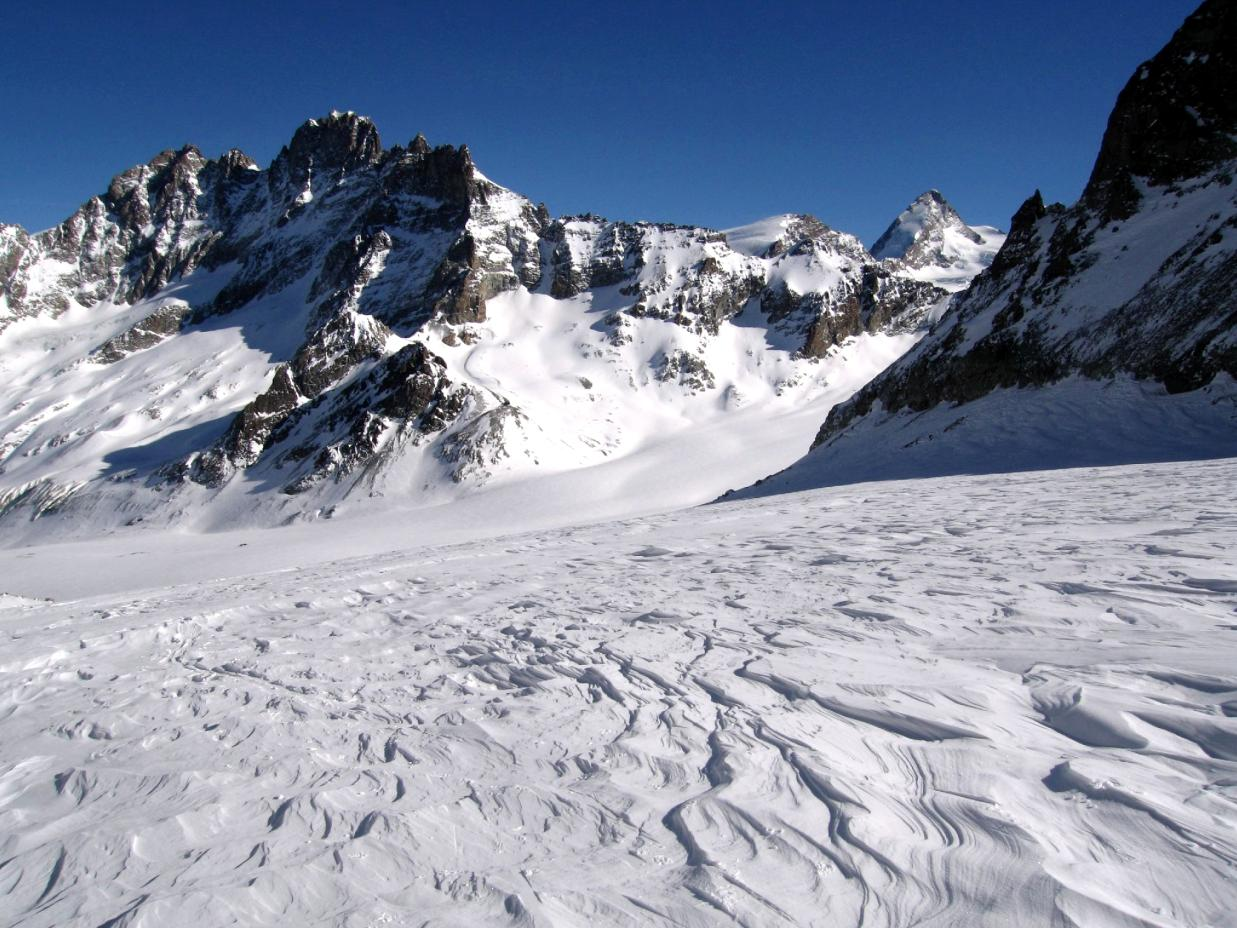
Bouquetins

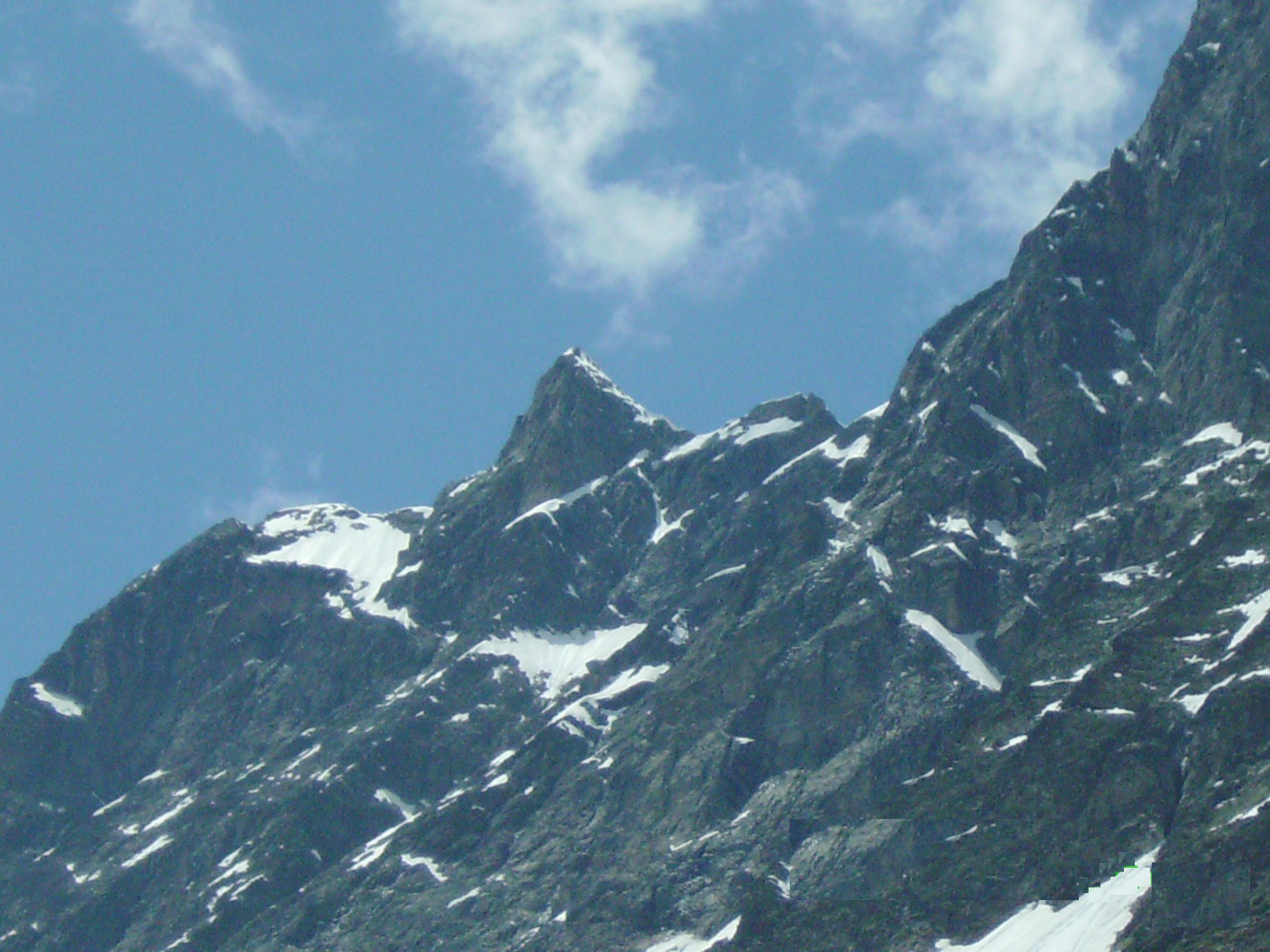
Becca di Guin

La catena raggruppa le montagne più alte delle Alpi del Weisshorn e del Cervino lungo il confine tra l'Italia e la Svizzera.Ruotando in senso orario i limiti geografici sono: Colle Collon, Arolla, Ferpècle, Col d'Heréns, Ghiacciaio di Zmutt, alta Mattertal, Colle del Teodulo, alta Valtournenche, Colle di Valcornera, alta Valpelline, Col Collon.

## Classificazione
La SOIUSA individua la Catena Bouquetins-Cervino come un supergruppo alpino e vi attribuisce la seguente classificazione:
- Grande parte = Alpi Occidentali
- Grande settore = Alpi Nord-occidentali
- Sezione = Alpi Pennine
- Sottosezione = Alpi del Weisshorn e del Cervino
- Supergruppo = Catena Bouquetins-Cervino
- Codice = I/B-9.II-A

## Suddivisione
Il gruppo montuoso è suddiviso in due gruppi e sei sottogruppi:
- Gruppo Bouquetins-Mont Brulé (1)
  - Sottogruppo del Mont Brulé (1.a)
  - Sottogruppo dei Bouquetins (1.b)
- Gruppo Dents d'Hérens-Cervino (2)
  - Sottogruppo della Dent d'Hérens (2.a)
  - Sottogruppo del Cervino (2.b)
  - Sottogruppo delle Grandes et Petites Murailles (2.c)
  - Sottogruppo Château des Dames-Fontanella (2.d)

Il Gruppo Bouquetins-Mont Brulé si trova nella parte nord-occidentale mentre il Gruppo Dents d'Hérens-Cervino in quella sud-orientale. Il Colle di Valpelline separa i due gruppi.

## Montagne
Le montagne principali del gruppo sono:
- Cervino - 4.478 m
- Pic Tyndall - 4.241 m
- Dent d'Hérens - 4.171 m
- Punta Bianca - 3.918 m
- Punta Margherita - 3.905 m
- Jumeaux - 3.878 m
- Punta dei Cors - 3.849 m
- Punta Carrel - 3.841 m
- Dents des Bouquetins - 3.838 m
- Punta Lioy - 3.816 m
- Becca di Guin - 3.805 m
- Tête de Valpelline - 3.802 m
- Punta Maquignaz - 3.801 m
- Punta Ester - 3.790 m
- Tête Blanche - 3.724 m
- Testa del Leone - 3.715 m
- Dent de Perroc - 3.676 m
- Pointe des Genevois - 3.674 m
- Aiguille de la Tsa - 3.668 m
- Punta Budden - 3.630 m
- Tour du Créton - 3.579 m
- Dents de Bertol - 3.547 m
- Monte Brulé - 3.538 m
- Pointe de Bertol - 3.499 m
- Punta Kurz - 3.496 m
- Furggen - 3.492 m
- Château des Dames - 3.488 m
- Aiguille de Lancién - 3.485 m
- Cima del Breuil - 3.451 m
- Dents de Veisivi - 3.418 m
- Mont Blanc du Créton - 3.409 m
- Punta di Fontanella - 3.384 m
- Becca Vannetta - 3.361 m
- Monte Dragone - 3.353 m
- Gran Vanna - 3.301 m
- Mont Rous - 3.224 m
- Tête des Roéses - 3.216 m
- Mont Miné - 2.919 m
- Mont Pancherot - 2.614 m